# TV no Tomo Channel
TV no Tomo Channel: G-Guide for Wii (テレビの友チャンネル Gガイド for Wii, Terebi no Tomo Chan'neru G Gaido for Wii) va ser un canal de la Wii que incloïa un servei de guia electrònica de programes, desenvolupat per Nintendo i HAL Laboratory i gestionat per G-Guide.
El canal es va llançar el 4 de març de 2008, exclusivament al Japó, i estava disponible com a descàrrega gratuïta al Wii Shop Channel. El servei es va interrompre el 24 de juliol de 2011, a causa del tancament de les emissions analògiques al país.
És l'únic programari de Wii que ha fet servir oficialment la funció de control del televisor de la consola.

## Característiques
El canal mostrava una guia electrònica de programes, amb informació sobre programes en curs i propers per a tots els canals de televisió de la prefectura i la regió seleccionades. Els usuaris podien seleccionar entre quatre categories de canals: analògic terrestre, digital terrestre, analògic per satèl·lit i digital per satèl·lit.
Les dades de la guia s'obtindrien a través del servei G-Guide, que permetria als usuaris consultar fins a una setmana abans de la programació de televisió, així com informació detallada de cada programa, com ara una descripció, una llista del repartiment, la relació d'aspecte i la compatibilitat amb subtítols.

## Funcions

### Cerca
Els usuaris podien cercar els propers programes introduint una paraula clau o seleccionant una llista de gèneres i categories. Ressaltarien els programes que coincidissin amb els criteris introduïts.

### Segells
El canal permetia als usuaris seleccionar fins a sis personatges Mii. Cadascun d'ells tindria un "segell d'interès" (気になるスタンプ, Ki ni naru sutanpu) assignat. Aquests segells es podien estampar en els propers programes, de manera que l'usuari pogués centrar-se ràpidament en els que li interessaven. Els usuaris també podien registrar el seu número de telèfon mòbil o la seva adreça de correu electrònic al canal, cosa que els permetia rebre una notificació 30 minuts abans de l'emissió dels programes que havien estampat. A través de WiiConnect24, els usuaris també podien veure els programes que els amics registrats havien estampat.
A més, hi havia una opció per veure les estadístiques en línia dels programes estampats, que permetia veure quins programes eren els més populars entre els usuaris i ordenaria els resultats per grups.

### Control del televisor
Una característica única que el canal també incloïa permetia als usuaris controlar el seu televisor mitjançant el Wii Remote. Les funcions compatibles incloïen encendre i apagar el televisor, canviar de canal, canviar el nivell de volum i canviar del senyal de Wii a un canal específic i tornar. Fora de la pantalla de la Wii, la informació es proporcionava a l'usuari a través de l'altaveu del Wii Remote. Aquesta funció no era totalment compatible amb tots els televisors, només amb els de Sony, Panasonic, Sanyo, Sharp, Fujitsu, Toshiba, NEC, Pioneer, Hitachi, Funai, JVC, Mitsubishi o Aiwa.
Aquesta funcionalitat funcionava fent que la barra de sensors de la consola enviés un senyal, que després es reflectia a la paret i es detectava pel televisor. La funció originalment estava pensada per estar disponible des dels paràmetres de la Wii, tal com es va trobar als seus fitxers, però al final no es va implementar, fent d'aquest canal l'únic programari que l'ha fet servir mai.
La funció es va incorporar més tard a la Wii U, utilitzant els infrarojos del GamePad. A més, Nintendo va llançar un control de televisió per als membres premium del Club Nintendo al Japó que estava dissenyat per semblar un Wii Remote, però no es pot utilitzar amb una consola Wii perquè és un comandament normal.

## Tancament
Tot i que el servei havia començat originalment com una empenta cap al canvi del país a la televisió digital, previst per al 2011, es va tancar a les 12:00 JST del 24 de juliol de 2011, després de l'apagada analògica, a causa del tancament del servei G-Guide per als canals analògics que ja no funcionaven.